# Magyarraszlavica
Magyarraszlavica (más néven Alsóraszlavica, szlovákul: Uhorské Raslavice) Raszlavica településrésze, korábban önálló falu Szlovákiában, az Eperjesi kerület Bártfai járásában.

## Fekvése
Bártfától 20 km-re délre, a Szekcső-patak bal partján fekszik, a mai Raszlavica keleti részét képezi.

## Története
A település a 13. század közepén keletkezett a korábbi Raszlavica nevű szláv falu mellett és már ekkor felépült román stílusú temploma. 1261-ben István ifjabb király oklevelében említik először. 1345-ben Árpádházi Szent Erzsébet volt a védőszentje. A 14. században a tibai váruradalom része volt. A 14.-16. században helyi nemesek birtoka. 1427-ben a bíró házán kívül 15 portája volt. A 15.-16. században a szomszédos Tótraszlavicával együtt a Raszlaviczai család birtoka, akik kúriát is építettek ide. 1600-ban 11 jobbágyház, malom, nemesi kúria, templom, plébánia és iskola is volt a faluban. A közepes nagyságú falvak közé számított.
A 18. század végén Vályi András így ír róla: „Magyar, és tót Raszlavicza. Két falu Sáros Vármegyében; amannak földes Ura Raszloviczi, és több Uraságok; ennek pedig Winkler, és más Urak, lakosaik katolikusok, és másfélék; Tót Raszlavicza, Magyar Raszlaviczának filiája; fekszenek Bártfa, és Eperjes között, Ternyéhez egy mértföldnyire, határbéli földgyeik jó termékenységűek, vagyonnyaik is meglehetősek lévén, második osztálybéliek.”
Fényes Elek 1851-ben kiadott geográfiai szótárában így ír a faluról: „Raszlavicza, (Magyar), tót falu, Sáros vmegyében, ut. p. Bártfához délre 2 1/2 mfd. 328 kath., 38 evang., 9 zsidó lak. Kath. paroch. templom. Határa jobbak közül való a megyében; rétjei kétszer kaszálhatók. F. u. Raszlaviczy örökösök.”
A trianoni diktátum előtt Sáros vármegye Bártfai járásához tartozott.
1971-ben egyesítették Tótraszlavicával.

## Népessége
1910-ben 366 lakosából 243 szlovák, 44 magyar anyanyelvű lakta, jelentős cigány kisebbséggel.

## Nevezetességei
- Római katolikus temploma a 13. század közepén épült, Szűz Mária tiszteletére van szentelve.
- A felső kastély a 17. század közepén épült, ma kolostor.
- Az alsó kastély a 19. század közepén épült klasszicista stílusban, 1996-ban műemlékké nyilvánították.
- Zsinagóga.

## Lásd még
- Raszlavica
- Tótraszlavica